# Floresta de Inundação de Acarlar
A Floresta de Inundação de Acarlar (em turco: Acarlar Gölü Longozu) é uma floresta de inundação localizada na província de Sakarya, no noroeste da Turquia. O espaço é uma combinação de floresta, lagoa, dunas e costa.

## Localização e acessos
Situada entre Karasu e Kaynarca, ao norte da capital provincial Adapazarı, na costa do mar Negro, e é a única floresta de inundação da Turquia. A sua distância para Karasu é de cerca de 26 quilómetros, e para Sakarya é de cerca de 50 quilómetros. Em torno da área, há cinco vilas do distrito de Karasu e três do distrito de Kaynarca.
A uma distância de dois quilómetros do mar Negro, a floresta de planícies de inundação se estende por mais de 12 quilómetros de comprimento em uma largura de 1,0 - 1,5 km. A lagoa é acessível pela estrada entre İhsaniye-Denizköy.

## Planície de inundação
A área é uma lagoa típica, um terreno litoral inundado formado pela separação do mar por uma barreira natural arenosa. Situada na fronteira distrital de Karasu-Kaynarca, fica a cerca de 700 metros de distância do mar. A lagoa abrange 1 562 hectares, estendendo-se paralelamente à costa. Ocasionalmente, pode ser até cerca de 1,5 metros de profundidade. A terra, que emerge devido à planície seca inundada durante os meses de verão, é usada pelos aldeões para a agricultura.

## História
No dia 25 de Junho de 1998, a Floresta de Inundação de Acarlar foi registada como área natural protegida pelo Comité de Conservação de Patrimónios Culturais e Naturais de Bursa, em toda a sua cobertura de 2 800 hectares. A área da lagoa diminuiu cerca de 40% (9 443 quilómetros quadrados), após o fluxo de descarga. O riacho Okçu foi ampliado e transformado em um canal pela autoridade local para o solo e água em 1971. Para proteger o faisão e as aves aquáticas, uma área parcial que abrange 1576 hectares foi registada como área de conservação da vida selvagem em 1976, sendo a única de seu tipo na província de Sakarya. Foi ampliada para 2 800 2 517 hectares em 2004, e o seu status foi melhorado para a área de desenvolvimento da vida selvagem. A área foi designada como um pântano de especial importância de acordo com a Convenção de Ramsar, no dia 2 de Abril de 2009.

## Ecossistema
A floresta de Acarlar é um habitat para alguma flora endémica e fauna. A área é particularmente um lugar de criação e de invernação para aves migratórias.